# Guinayangan
Guinayangan ist eine philippinische Stadtgemeinde in der Provinz Quezon, in der Verwaltungsregion IV, Calabarzon. Sie hat 45.155 Einwohner (Zensus 1. August 2015), die in 54 Barangays lebten. Sie wird als Gemeinde der dritten Einkommensklasse auf den Philippinen eingestuft. 
Guinayangan liegt am Kopf des Golfes von Ragay, an deren Küste liegen kleinere Mangrovenwälder. Ihre Nachbargemeinden sind Lopez im Westen Calauag im Nordwesten, Buenavista im Süden und Tagkawayan im Nordosten. Die Topographie der Stadt ist gekennzeichnet durch Flachländer, sanfthügelige und gebirgige Landschaften. Auf dem Gebiet der Gemeinde liegt die Naturschutzgebiete Maulawin Spring Protected Landscape und Teile des Lopez Watershed Forest Reserve.
Guinayangan verfügt über einen Verkehrshalt der Eisenbahn, im Barangay Aloneros. Diese verbindet die Gemeinde mit der Bicol-Region und der Hauptstadtregion Metro Manila. Die täglichen Eisenbahnverbindungen wird von der Philippine National Railways betrieben.

## Baranggays
| - A. Mabini - Aloneros - Arbismen - Bagong Silang - Balinarin - Bukal Maligaya - Cabibihan - Cabong Norte - Cabong Sur - Calimpak - Capuluan Central - Capuluan Tulon - Dancalan Caimawan - Dancalan Central - Danlagan Batis - Danlagan Cabayao - Danlagan Central - Danlagan Reserva | - Del Rosario - Dungawan Central - Dungawan Paalyunan - Dungawan Pantay - Ermita - Gaboc - Gapas - Himbubulo Este - Himbubulo Weste - Hinabaan - Ligpit Bantayan - Lubigan - Magallanes - Magsaysay - Manggagawa - Manggalang - Manlayo - Poblacion - Salacan | - San Antonio - San Isidro - San Jose - San Lorenzo - San Luis I - San Luis II - San Miguel - San Pedro I - San Pedro II - San Roque - Santa Cruz - Santa Maria - Santa Teresita - Sintones - Tikay - Triumpo - Villa Hiwasayan |